# Apobletes schaumei
Apobletes schaumei är en skalbaggsart som beskrevs av Sylvain Auguste de Marseul 1860. Apobletes schaumei ingår i släktet Apobletes och familjen stumpbaggar. Inga underarter finns listade i Catalogue of Life.